# Prairie Village (Kansas)
Prairie Village é uma cidade localizada no estado americano de Kansas, no Condado de Johnson.

## Demografia
Segundo o censo americano de 2000, a sua população era de 22.072 habitantes.
Em 2006, foi estimada uma população de 21.414, um decréscimo de 658 (-3.0%).

## Geografia
De acordo com o United States Census Bureau tem uma área de
16,1 km², dos quais 16,1 km² cobertos por terra e 0,0 km² cobertos por água.

## Localidades na vizinhança
O diagrama seguinte representa as localidades num raio de 8 km ao redor de Prairie Village.